# Burg Blumenstein (Pfalz)

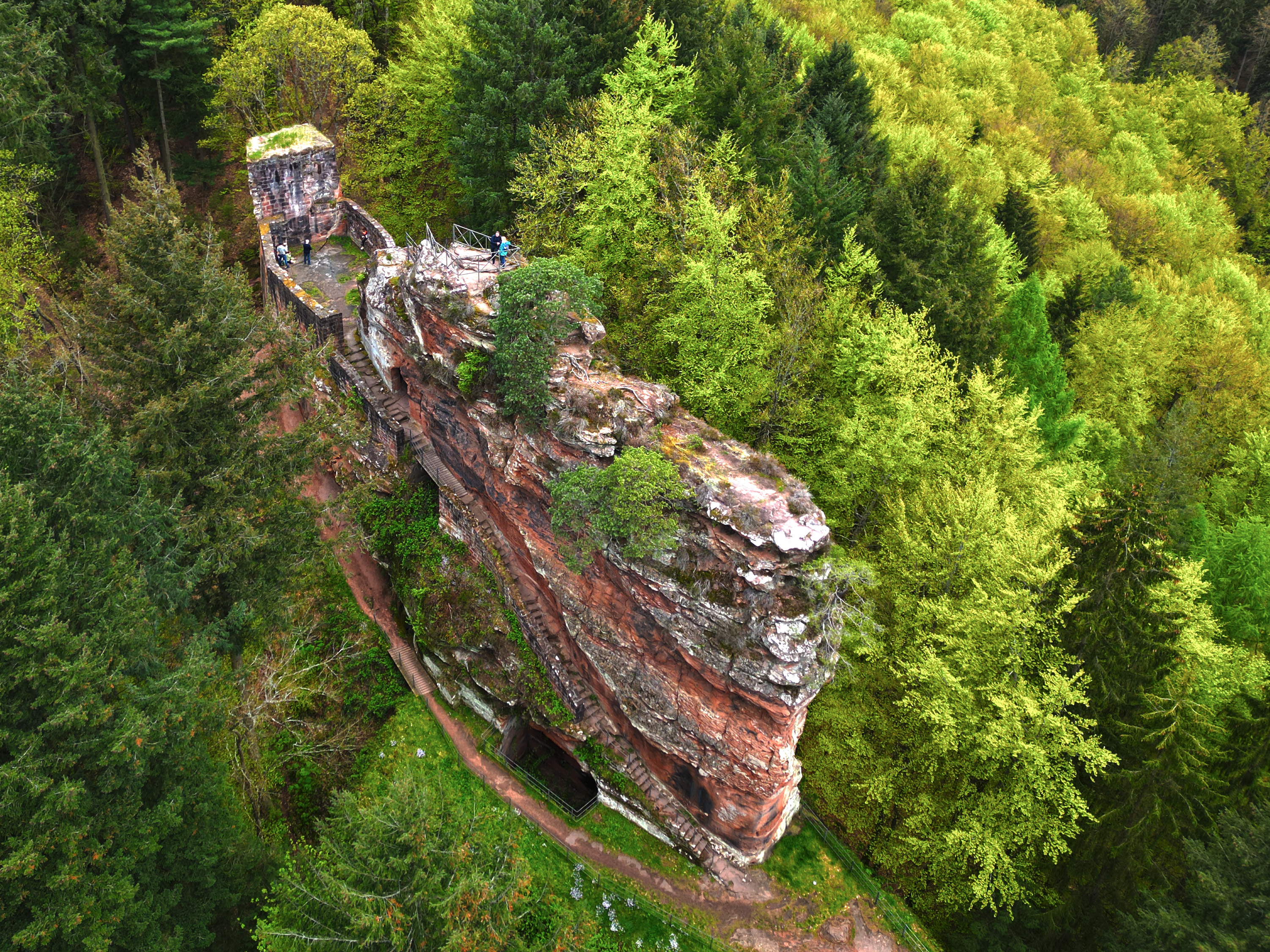
Luftbild Seitansicht

Burg Blumenstein, regional meist nur der Blumenstein genannt, ist die Ruine einer Felsenburg im südlichen Pfälzerwald, im deutschen Teil des Wasgaus (Rheinland-Pfalz). Von der Burg sind lediglich geringe Mauerreste erhalten.

## Geographische Lage
Die Burgruine liegt auf der Waldgemarkung der Ortsgemeinde Schönau (Landkreis Südwestpfalz) auf 361 m Höhe. 500 m nordöstlich der Burg verläuft die Kreisstraße 43 von Schönau über Petersbächel nach Ludwigswinkel, 500 m südwestlich die Grenze zum französischen Elsass.

## Geschichte

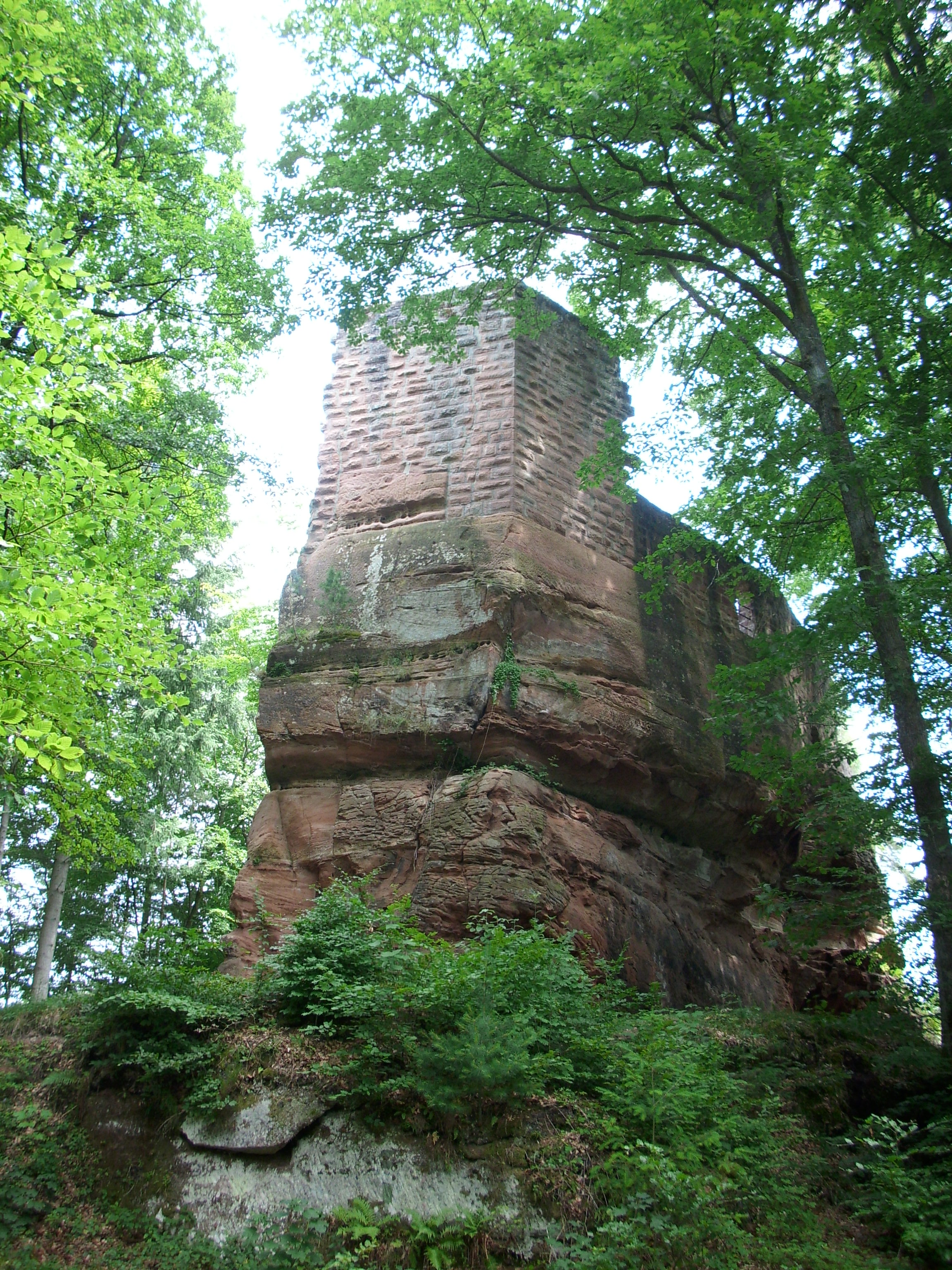
Ruine Blumenstein im Sommer

### Mittelalter
Wann und von wem die Burg erbaut wurde, ist nicht bekannt. Frühere Vermutungen, die Burg sei von einer hessischen Adelsfamilie von Blumenstein errichtet worden, haben sich mittlerweile als falsch erwiesen.
Aus dem Jahr 1332 stammt die älteste erhaltene urkundliche Erwähnung im Zusammenhang mit dem Ritter Anselm von Batzendorf zu Blumenstein. 1347, nach einer Fehde mit den Herren von Fleckenstein, wurden die Ritter aus ihrer Burg vertrieben.
Ab etwa 1350 erhielten die Grafen von Zweibrücken nach Verhandlungen ein Viertel der Burg, drei Viertel gingen an die Herren von Dahn. Der Zweibrücker Anteil an der Burg Blumenstein wurde dem Zweibrücker Amt Lemberg der Grafschaft zugerechnet und dort der Amtsschultheißerei Obersteinbach. Das Amt Lemberg gehörte anschließend zur Grafschaft Zweibrücken-Bitsch.
1356 kam es zum Streit zwischen den Herren von Dahn und dem Zweibrücker Amtmann Ritter Heinrich von Selbach. Die Herren von Dahn mussten ihn mit 60 Gulden abfinden.

### Neuzeit
Wahrscheinlich 1525 wurde die Burg im Bauernkrieg zerstört. Die zugehörigen Ländereien und Rechte teilten sich weiter Dahn und Zweibrücken-Bitsch. Der Zweibrücker Anteil durchlief dabei in den kommenden Jahrhunderten folgenden Erbgang: 1570 verstarb Graf Jakob von Zweibrücken-Bitsch (* 1510; † 1570) als letztes männliches Mitglied seiner Familie. Das Amt Lemberg erbte seine Tochter, Ludovica Margaretha von Zweibrücken-Bitsch, die mit dem (Erb-)Grafen Philipp (V.) von Hanau-Lichtenberg verheiratet war. Ihr Schwiegervater, Graf Philipp IV. von Hanau-Lichtenberg, gab durch die sofortige Einführung des lutherischen Bekenntnisses dem streng römisch-katholischen Herzog Karl III. von Lothringen Gelegenheit, militärisch zu intervenieren, da dieser die Lehnshoheit über die ebenfalls zum Erbe gehörende Herrschaft Bitsch besaß. Im Juli 1572 besetzten lothringische Truppen die Grafschaft. Da Philipp IV. der lothringischen Übermacht nicht gewachsen war, wählte er den Rechtsweg. Beim anschließenden Prozess vor dem Reichskammergericht konnte sich Lothringen hinsichtlich der Herrschaft Bitsch durchsetzen, das Amt Lemberg dagegen – und somit auch der Zweibrücker Anteil an der Burg Blumenstein – wurde der Grafschaft Hanau-Lichtenberg zugesprochen.
1707 wurde der Blumenstein noch einmal notdürftig Instand gesetzt und als Fliehburg genutzt. 1736 starb mit Graf Johann Reinhard III. der letzte männliche Vertreter des Hauses Hanau. Aufgrund der Ehe seiner einzigen Tochter, Charlotte (* 1700; † 1726), mit dem Erbprinzen Ludwig (VIII.) (* 1691; † 1768) von Hessen-Darmstadt fiel die Grafschaft Hanau-Lichtenberg nach dort. Im Zuge der Französischen Revolution fiel der linksrheinische Teil der Grafschaft Hanau-Lichtenberg – und damit auch das Amt Obersteinbach und der nun hessische Anteil an der Burg Blumenstein – 1794 an Frankreich. Nach den Befreiungskriegen kam die Burg Blumenstein zum bayerischen Rheinkreis.

## Anlage
Der Blumenstein ist eine kleine Burganlage, die aus drei Teilen besteht. Der obere und der mittlere Teil liegen auf einem schmalen Felsen und sind über Felsentreppen erreichbar. Vom unteren Teil der Burg ist wenig erhalten.

## Einzelnachweise

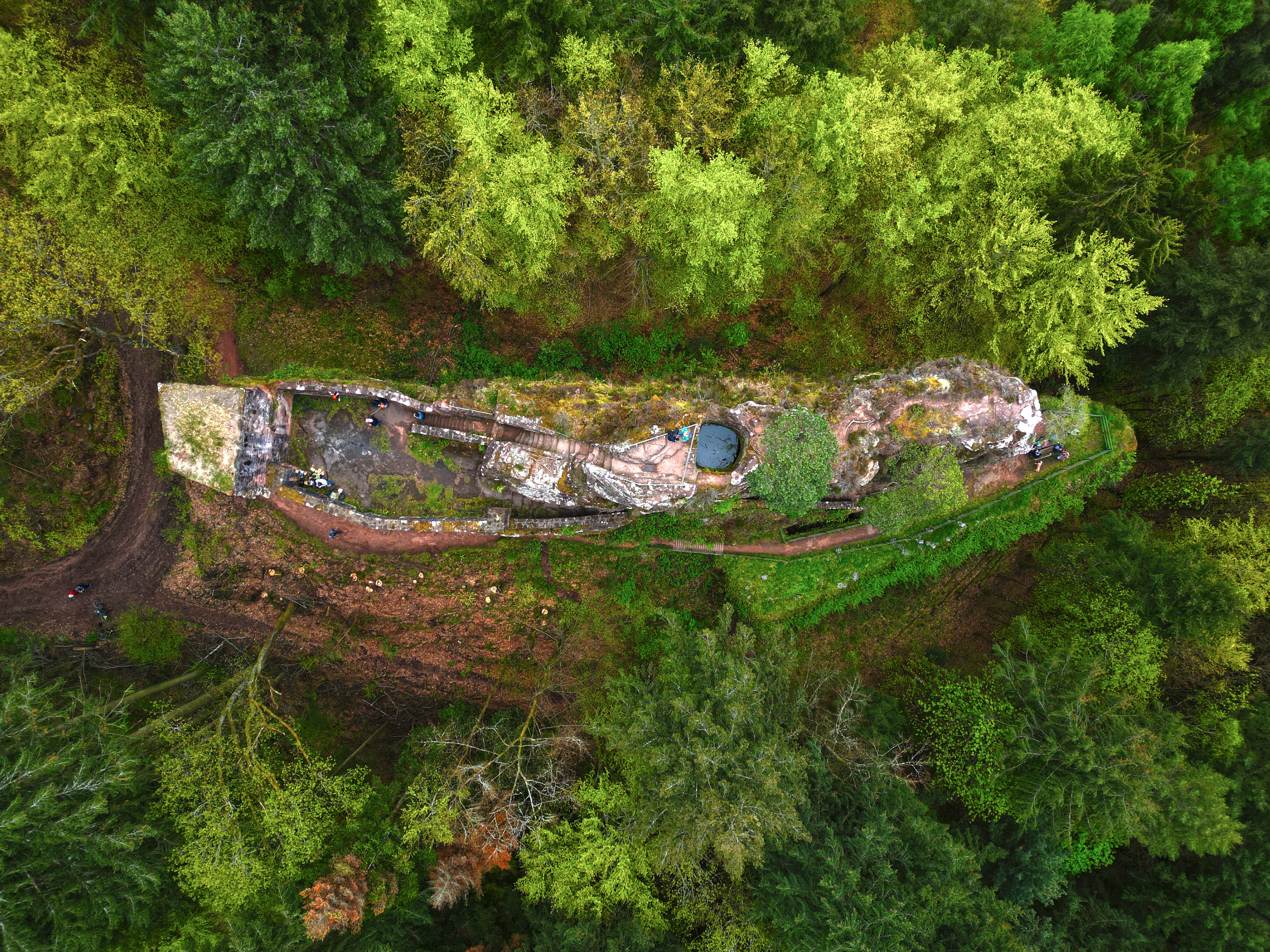
Luftbild Aufsicht